# ブルーノ・ロウレンソ
ブルーノ・ミゲル・ポンセス・ロウレンソ（Bruno Miguel Ponces Lourenço 、1998年2月2日 - ）は、ポルトガル・リスボン出身のプロサッカー選手。ボアヴィスタFC所属。ポジションは、ミッドフィールダー。

## クラブ歴
2019年5月18日、1-2で敗れたアウェーのフェイレンセ戦でプリメイラ・リーガデビューを果たした。
2020年7月27日、GDエストリル・プライアに3年契約で移籍した。
2022年6月14日、ボアヴィスタFCに3年契約で移籍した。